# محمد سالمي
محمد سالمي (مواليد 1963) هو عداء مسافات طويلة جزائري متقاعد متخصص في الماراثون.

## السيرة
احتل المركز 59 في ماراثون الألعاب الأولمبية الصيفية 1992. كما تنافس في بطولة العالم 1991 وبطولة العالم 1993. فاز أيضا بالميدالية الفضية في سباق 10000 متر في بطولة المغرب عام 1990، خلف خالد بولامي. كان أفضل وقت له هو 2.12.47 ساعة، والذي حققه في ماراثون آيندهوفن عام 1993.